# شارون بالا
شارون بالا (بالإنجليزية: Sharon Bala)‏ (3 أبريل 1979، دبي في الإمارات العربية المتحدة)؛ روائية كندية. درست في جامعة كوينز.